# Vienna Symphonic Library
Pour les articles homonymes, voir VSL.
Vienna Symphonic Library, ou VSL, est une bibliothèque d'instruments de musique classique virtuels dédiés à la MAO. 
Elle est produite et commercialisée par l'entreprise autrichienne Vienna Symphonic Library GmbH, fondée par Herb Tucmandl, ancien violoncelliste de l'Orchestre philharmonique de Vienne.

## Description générale de VSL
Il s'agit de collections d'échantillons sonores réalisés à partir d'instruments réels à l'aide d'un échantillonneur. Afin de rendre ces instruments virtuels plus réaliste, chaque échantillon se veut très spécialisé, chaque technique de jeu et chaque configuration d'orchestre correspondant à un ou plusieurs échantillons. 
Par exemple, les collections de cordes sont divisées en huit catégories (cordes solo, cordes en orchestre de chambre, en orchestre symphonique...) tandis que la seule catégorie "cordes solo" contient de 30 000 à 100 000 échantillons en fonction du produit choisi. 
Les prises de son originales sont effectuées par des musiciens de l'Orchestre philharmonique de Vienne et d'autres formations. Plusieurs prises sont réalisées afin de permettre la sélection ultérieure des meilleurs échantillons. Recueillir les échantillons correspondant au violon solo aurait ainsi nécessité 200 sessions de 3h de travail, ce qui aurait pris deux ans. 
Plusieurs catégories de produits sont proposés:
- les "collections", produits DVD dont les déclinaisons varient par le nombre d'échantillon qu'elles contiennent par instrument ou catégorie d'instruments. La collection la plus importante comporte 957 793 échantillons[5] ;
- les "éditions" (DVD ou téléchargement), sortes de condensés des collections comportant un moins grand nombre d'échantillons a nombre d'instruments égal  ;
- les instruments séparés à télécharger de façon unitaire.

Ces instruments virtuels sont destinés à être utilisés à l'aide des séquenceurs habituellement utilisés par les musiciens, mais VSL propose également ses propres logiciels de MAO.

## Reconnaissance et utilisation dans le milieu musical
Du fait de son prix élevé et de sa complexité d'utilisation - le nombre d'échantillon offre de grandes possibilités, mais requiert une connaissance avancée des techniques instrumentales - VSL est principalement utilisé par des professionnels de la musique. 
Cet outil est reconnu pour la qualité de ses banques de sons. L'entreprise a reçu de la part de la ville de Vienne une récompense en ce sens. 
Arrangeurs et compositeurs, l'utilisent pour l'élaboration de maquettes comme pour la production réelle. Ainsi certaines musiques de film d'Alan Silvestri et d'Helmut Zerlett ont été réalisées avec VSL, tout comme certains passages de la musique d'Harry Potter. De même, VSL a été utilisé pour certaines séries TV telles Schimanski, certaines publicités, et certaines musiques du groupe Massive Attack.